# 宗谷臨時要塞

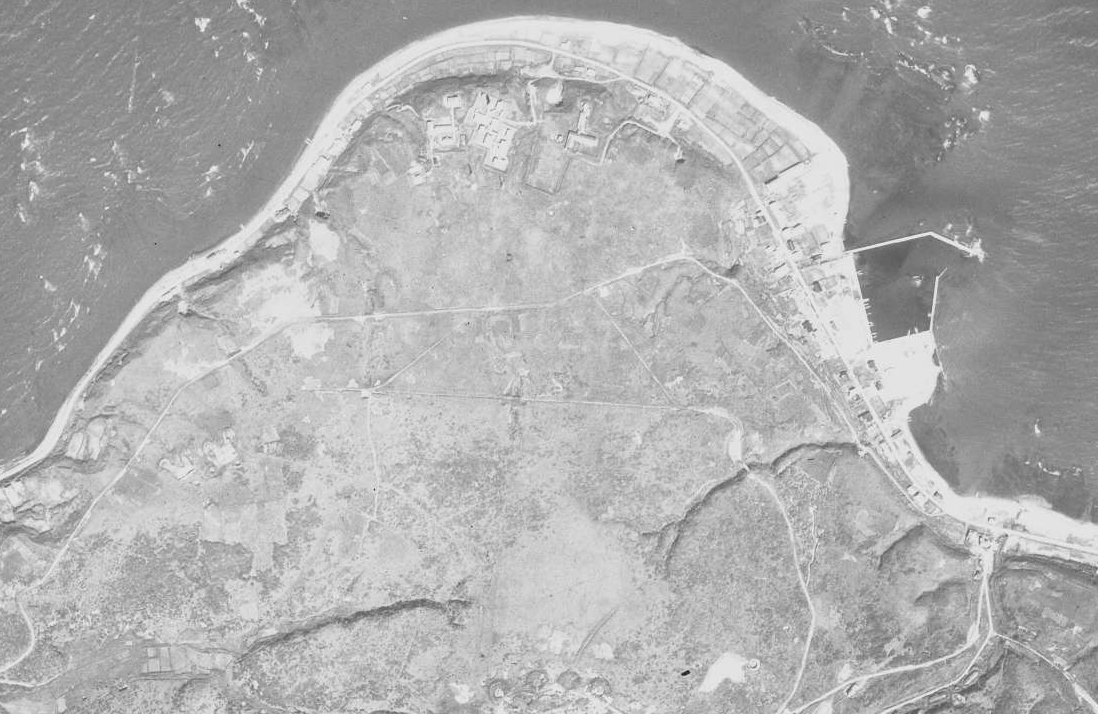
1947年9月2日に米軍により撮影された宗谷臨時要塞付近の航空写真。宗谷岬先端付近には監視哨、各種施設や兵舎。写真下部には4つの砲台跡が確認できる。(国土地理院ホームページより)

宗谷臨時要塞（そうやりんじようさい）とは、宗谷海峡の防備のため設置された大日本帝国陸軍の要塞である。

## 概要
日露戦争後の講和条約であるポーツマス条約により、日本はロシア帝国から南樺太（サハリン）を得たが、南樺太に要塞施設を築城することは禁じられた。
また、宗谷海峡と間宮海峡の自由航海を妨げる軍事上の措置も禁じられたため、北海道の宗谷岬に要塞施設を築城することも、外交上できなくなった。そのため、戦時に臨時要塞の建築を予定した。
満州事変以降、ますます悪化する国際情勢から、宗谷臨時要塞の築城が現実味を帯びてきたため、要塞に充当する火砲と建築資材を時前に準備することとした。
ロシア海軍はウラジオストクの艦隊の増強を図った。万一戦争となれば、海上交通路を遮断される危険性が高まった。そこで、敵艦船の活動を阻止し海上交通の安全を確保するため、要塞兵備に見直しがされ、宗谷臨時要塞の宗谷砲台と西能登呂砲台については、砲座のみを平時に整備することとした。
「昭和十四年度帝国陸軍国土防衛計画」では、やむを得ずロシアと戦争する場合には、宗谷と室蘭に臨時要塞を建設すること、アメリカと戦争する場合には、まず中城湾・狩俣・船浮・根室・室蘭に臨時要塞を建築してから、宗谷臨時要塞を建築することとされた。
1939年8月、西能登呂砲台とともに着工が発令され、1940年2月、宗谷海峡の両岸で砲台工事に着手、翌年9月に竣工した。
1943年8月と10月には、海峡を抜けようとした潜水艦に砲撃を行った。これにより、アメリカ潜水艦「ワフー」の撃沈に貢献した。しかし、1945年6月には、バーニー作戦で日本海に潜入していたアメリカ潜水艦8隻が宗谷海峡を浮上通過したにもかかわらず、探知できなかった。
終戦後、両岸の施設共に老朽化した状態で残されている。

## 年譜
- 1930年（昭和5年）：対ソ戦時に「宗谷臨時要塞」の建設計画が立案。
- 1933年（昭和8年）3月11日：参謀本部が「要塞再整理及東京湾要塞施設復旧修正計画要領」を調製。
  - 宗谷要塞に充当用火砲を準備整備することとなる[注釈 1]。
    - 90式24cm列車加濃2門
    - 45式15cm加濃砲4門加濃砲
    - 38式10cm加濃砲4門（西能登呂砲台用）
- 1936年（昭和11年）9月17日：参謀本部が「要塞再整理及東京湾要塞施設復旧再修正計画要領」を調製。
  - 宗谷臨時要塞に準備すべき兵備が変更[注釈 2]。
    - 96式15cm加濃砲4門
    - 96式15cm加濃砲4門（西能登呂砲台用）
    - 150cm探照灯2基（1基は、西能登呂砲台用）
- 1937年（昭和12年）8月1日：参謀本部が「要塞再整理及東京湾要塞施設復旧再修正計画要領細項計画」を調製。
  - 宗谷臨時要塞の宗谷砲台と西能登呂砲台については、砲座のみを平時に整備することとされた。
- 1938年（昭和13年）9月21日：「昭和十四年度帝国陸軍国土防衛計画訓令」が出される[注釈 3]。
  - 計画されていた宗谷臨時要塞守備部隊。
    - 宗谷要塞司令部
    - 第4師団の後備歩兵1コ中隊
    - 宗谷要塞重砲兵連隊
    - 第3師団の後備工兵1コ中隊（2コ小隊欠）
    - 第5師団の陸上輸卒隊1コ分隊
    - 第1師団の建築輸卒隊1隊（1コ分隊欠）
    - 宗谷陸軍病院
- 1939年（昭和14年）8月20日：参謀本部が「宗谷要塞ノ宗谷及西能登呂砲台、弾薬庫、通信網並予備兵器格納庫建設要領書」を調製。
  - 宗谷砲台
    - 96式15cm加濃砲4門
    - 96式測遠機
    - 150cm探照灯1基

  - 西能登呂砲台
    - 96式15cm加濃砲4門
    - 96式測遠機
    - 150cm探照灯1基
- 1940年（昭和15年）
  - 2月2日：陸軍築城部本部が、宗谷砲台・西能登呂砲台の築城工事に向けた準備を開始。
  - 8月10日：宗谷砲台・西能登呂砲台の本格的な築城工事が開始。
  - 10月23日：宗谷砲台・西能登呂砲台で、それぞれ96式15cm加濃砲2門の砲床が完成。
- 1941年（昭和16年）
  - 1月16日：陸軍築城本部より築城工事を引き継いだ北部軍が、稚内に「陸軍稚内倉庫建築事務所(秘匿名)」を設置[注釈 4]。

| 地区       | 建築内容                                                                              |
| クサンル   | 要塞司令部 陸軍病院                                                                   |
| 恵比須     | 10cm加濃砲 1コ中隊分の兵舎 砲床 観測所                                                |
| 声問       | 野砲 1コ中隊分の兵舎                                                                  |
| 宗谷岬     | 連隊本部、大隊本部、15cm加濃砲 1コ中隊分の兵舎 砲床 観測所 12cm榴弾砲 1コ中隊分の兵舎 |
| 西能登呂岬 | 大隊本部、15cm加濃砲 1コ中隊分の兵舎 砲床 観測所 野砲 1コ中隊分の兵舎                 |

- 8月13日：東條英機陸軍大臣より陸軍築城部本部長野口正義へ、「昭和十六年度臨時要塞建設要領書」の未完成・未着手施設を12月末日までに完成を指示[注釈 7]。
- 8月15日：宗谷要塞臨時編成下令[注釈 8]。
  - 宗谷要塞司令部（兵員55名：編制担任は津軽要塞司令部）
  - 宗谷要塞重砲兵連隊（兵員716名：編制担任は函館要塞重砲兵連隊）
  - 宗谷陸軍病院（兵員16名：編制担任は津軽要塞司令部）
- 9月：宗谷砲台・西能登呂砲台竣工。少し遅れて各砲台に96式15cm加濃砲4門ずつ配備。
- 11月6日：宗谷要塞防空隊編成。88式7cm高射砲2門配備。
- 11月8日：宗谷要塞司令部、宗谷要塞重砲兵連隊の編成改正され増強。

| 部隊名                           | 部隊名                      | 部隊名                      | 部隊長名       | 配置       | 装備等                                                               |
| 宗谷要塞司令部（兵員128名）      | 宗谷要塞司令部（兵員128名） | 宗谷要塞司令部（兵員128名） | 佐沢秀雄大佐   | クサンル   |                                                                      |
| 宗谷要塞重砲兵連隊 （兵員805名） | 連隊本部                    | 連隊本部                    | 平野恒三郎中佐 | 宗谷岬     | 38式12cm榴弾砲4門 92式重機関銃1挺（高射用具附属） 93式150cm探照灯1基 |
| 宗谷要塞重砲兵連隊 （兵員805名） | 第1大隊                     | 大隊本部                    | 隈元義徳少佐   | 宗谷岬     | 38式12cm榴弾砲4門 92式重機関銃1挺（高射用具附属） 93式150cm探照灯1基 |
| 宗谷要塞重砲兵連隊 （兵員805名） | 第1大隊                     | 第1中隊                     | 斉藤広吉中尉   | 宗谷岬     | 96式15cm加濃砲4門                                                    |
| 宗谷要塞重砲兵連隊 （兵員805名） | 第1大隊                     | 第2中隊                     | 寺田中尉       | 宗谷岬     | 38式野砲6門                                                          |
| 宗谷要塞重砲兵連隊 （兵員805名） | 第1大隊                     | 第3中隊                     | 高野章一中尉   | 恵比須     | 38式10cm加濃砲4門 38式12cm榴弾砲2門 93式150cm探照灯1基               |
| 宗谷要塞重砲兵連隊 （兵員805名） | 第2大隊                     | 大隊本部                    | 北村善四郎大尉 | 西能登呂岬 | 93式150cm探照灯1基                                                   |
| 宗谷要塞重砲兵連隊 （兵員805名） | 第2大隊                     | 第4中隊                     | 北村中尉       | 西能登呂岬 | 96式15cm加濃砲4門                                                    |
| 宗谷要塞重砲兵連隊 （兵員805名） | 第2大隊                     | 第5中隊                     | 高橋中尉       | 西能登呂岬 | 38式野砲6門                                                          |
| 宗谷要塞重砲兵連隊 （兵員805名） | 第2大隊                     | 第6中隊                     |                | 声問       | 38式野砲6門 38式12cm榴弾砲2門                                        |

- - 12月8日：太平洋戦争開戦。
- 1942年（昭和17年）9月7日：宗谷要塞重砲兵連隊が改編[注釈 2]。

| 部隊名   | 部隊長名                                               | 配置                      | 装備等                              | 備考                                              |
| 連隊本部 | 平野恒三郎中佐                                         | 宗谷岬                    |                                     |                                                   |
| 第1中隊  | 斉藤広吉中尉                                           | 宗谷岬                    | 96式15cm加濃砲4門 38式12cm榴弾砲2門 | （旧第1中隊をもとに編成） （旧第2中隊主力は転出） |
| 第2中隊  | 北村善四郎大尉 （のち高野章一中尉）                    | 西能登呂岬                | 96式15cm加濃砲4門 38式野砲2門       | （旧第4中隊をもとに編成） （旧第5中隊主力は転出） |
| 第3中隊  | 高野章一中尉 （のち坂元義信中尉） （のち岩田周蔵中尉） | 恵比須                    | 38式10cm加濃砲4門 38式12cm榴弾砲2門 |                                                   |
| 第4中隊  | 工藤良吉中尉                                           | 声問 ※1945年6月に宗谷岬へ | 38式野砲4門 38式12cm榴弾砲2門       | （旧第6中隊が改称）                               |

- 1943年（昭和18年）
  - 3月1日：佐沢秀雄大佐が宗谷要塞司令官を退任。宗谷要塞重砲兵連隊長である平野恒三郎中佐が、宗谷要塞司令官を兼務。
  - 7月4日：アメリカの潜水艦3隻が浮上したまま宗谷海峡を通過し、日本海に侵入。宗谷臨時要塞や防備衛所は発見できず[注釈 1]。
  - 8月16日：宗谷海峡に出現した国籍不明潜水艦に対し、西能登呂砲台と宗谷砲台の96式15cm加濃砲が計85発を発射したが、戦果なし[注釈 9]。
  - 9月：室蘭製鉄所防空のため、宗谷要塞防空隊が新設室蘭防衛隊に配属となる。
  - 9月20日：アメリカの潜水艦2隻が宗谷海峡を浮上突破し、日本海に侵入[注釈 3]。
  - 10月11日：米潜水艦「ワフー」に西能登呂砲台と宗谷砲台が砲撃。海軍航空隊及び駆潜艇が続いて攻撃し撃沈[注釈 5][注釈 6]。
- 1945年（昭和20年）
  - 3月9日：宗谷要塞司令官に芳村覚司大佐（のちに少将）が着任[注釈 4]。
  - 5月25日：第42師団が中千島より宗谷地区に転進(退却)し、宗谷砲台の背面防御に配兵。
  - 6月25日：対馬海峡から日本海に侵入し、通商破壊作戦(バーニー作戦)を行っていたアメリカ潜水艦8隻が、宗谷海峡を浮上突破しオホーツク海へと抜けた[注釈 8]。
  - 7月上旬：第42師団が宗谷要塞築城計画を策定。露天砲台だった宗谷要塞の砲台を地下砲台にする工事・要塞防衛のための野戦陣地の構築に着手[注釈 10]。
  - 7月16日：第5方面軍戦闘序列改正時の宗谷要塞守備隊編成。

| 部隊名              | 部隊長名       | 配置           |
| 宗谷要塞司令部      | 芳村覺司少将   | クサンル       |
| 独立歩兵第649大隊   | 伊崎秀雄大尉   | 宗谷岬日魯工場 |
| 第3要塞歩兵隊       | 端健之助大尉   | 山下通         |
| 第4要塞歩兵隊       | 淺田一郎大尉   | 山下通         |
| 宗谷要塞重砲兵連隊  | 平野恒三郎大佐 | 宗谷岬         |
| 独立野砲兵第37大隊  | 北村善四郎少佐 |                |
| 特設警備第307中隊   | 土屋芳太郎大尉 | 西能登呂岬     |
| 特設警備第309中隊   | 橋本正大尉     | 礼文島         |
| 特設警備第310中隊   | 能登龍太郎大尉 | 利尻島         |
| 宗谷陸軍病院        | 平野五郎中尉   | クサンル       |
| 特設警備第327中隊   | 松井虎市中尉   | 浜頓別         |
| 第304特設警備工兵隊 | 古東鐵二中尉   | 浅茅野         |

- - 8月9日：日ソ中立条約を破ってソ連軍が南樺太に侵攻を開始。
  - 8月15日：玉音放送。各特設警備中隊が復員。
  - 8月20日：南樺太真岡にソ連艦隊が艦砲射撃し上陸進攻。停戦を求めるが、ソ連軍はこれを拒否し攻撃を継続。
  - 8月22日：
    - 南樺太からの緊急疎開船3隻(小笠原丸・第二号新興丸・泰東丸)が、留萌沖の海上で、ソ連の潜水艦2隻[注釈 11]から攻撃され、小笠原丸と泰東丸が沈没し、1,708名以上が犠牲となる。
    - 西能登呂岬の南方海上でも、疎開者輸送のために回航中の能登呂丸がソ連機3機の雷撃を受けて沈没。

  - 　8月24日：ソ連軍が南樺太の占領を完了。その後、西能登呂砲台の守備隊(第2中隊)がシベリアに抑留される。
  - 9月7日：独立歩兵第649大隊1,000名、独立野砲兵第37大隊541名が復員を開始。
  - 9月17日：宗谷要塞重砲兵連隊530名、第3要塞歩兵隊118名、第4要塞歩兵隊118名が復員を開始。
  - 9月22日：宗谷要塞司令部104名が復員を開始。

## 主要な施設

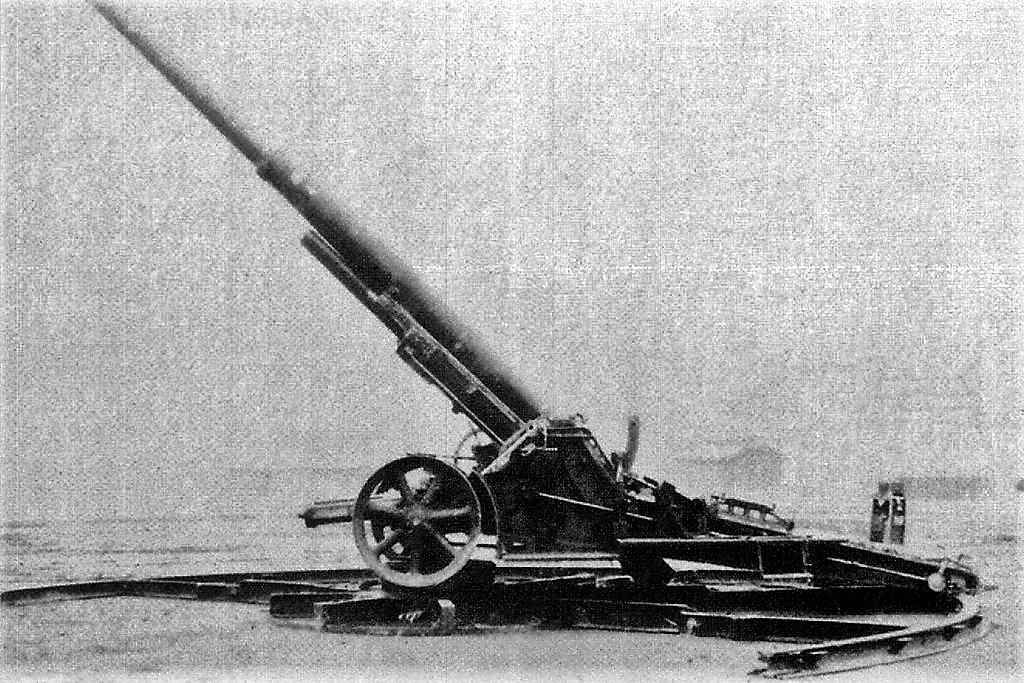
九六式十五糎加農砲

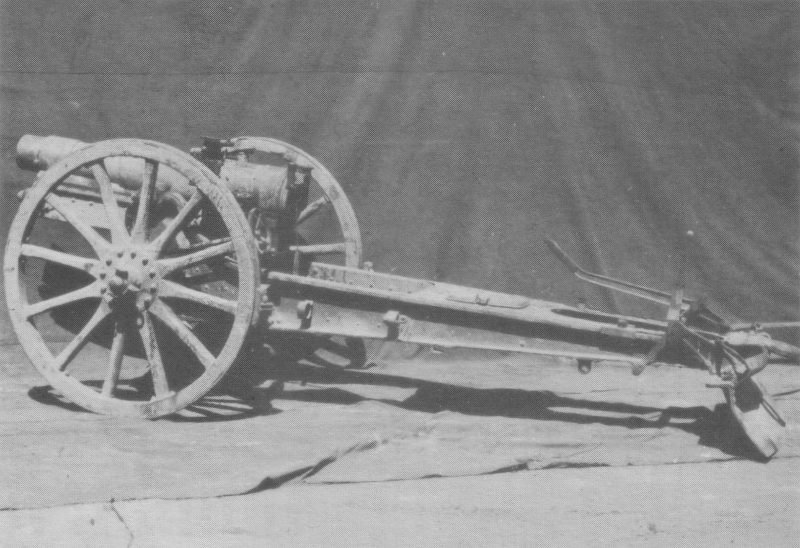
三八式十二糎榴弾砲

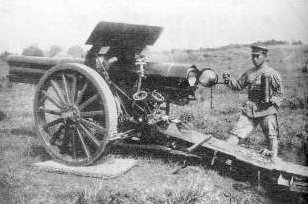
三八式十糎加農砲

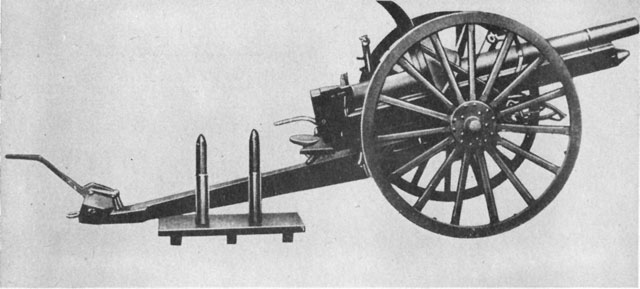
三八式野砲

宗谷岬
- 宗谷砲台
  - 九六式十五糎加農砲 - 4門
  - 三八式十二糎榴弾砲 - 2門
  - 三八式野砲 - 4門
- 九七式水中聴音機[1]

西能登呂岬
- 西能登呂砲台
  - 砲台（九六式十五糎加農砲 - 4門）
- 九七式水中聴音機[1]

野寒布
- 野寒布砲台（現：稚内市ノシャップ）
  - 三八式十糎加農砲 - 4門

声問
- 声問砲台（現：稚内市声問の南西部）
  - 三八式十二糎榴弾砲 - 2門

## 最終所属部隊
- 上級組織 - 第5方面軍(日本軍)：樋口季一郎中将
  - 宗谷要塞司令部（クサンル現稚内市緑町）：芳村覚司少将
    - 宗谷要塞重砲兵連隊：平野恒三郎中佐[2]
      - 連隊本部（クサンル現稚内市緑町）
      - 第1中隊（大岬現稚内市宗谷岬）
      - 第2中隊（西能登呂現樺太島）
      - 第3中隊（野寒布現稚内市ノシャップ）
      - 第4中隊（声問：現稚内市声問）

    - 第3要塞歩兵隊：浅田一郎大尉
    - 第4要塞歩兵隊
    - 独立歩兵第649大隊：端健之助大尉
    - 独立野砲兵第37大隊
    - 高射砲隊
    - 宗谷陸軍病院

## 歴代司令官
- 佐沢秀雄大佐：1941年8月1日 -
- 平野恒三郎中佐：1943年3月1日 - ※宗谷要塞砲兵連隊長兼務
- 芳村覚司少将：1945年3月9日 -